# Super TV2 rajzfilmek
A Super TV2 rajzfilmek a Super TV2 televízióadó rajzfilmeket sugárzó műsorblokkja. 2012. november 3-án indult, egy nappal a Super TV2 indulása után és egészen 2019. március 3-áig volt műsoron. Hétvégenként reggel 6-tól vetítették. Korábban hétköznaponként is adták ugyanabban az időpontban.

## Korábbi műsorok
- 1001 Amerikai
- 80 nap alatt a Föld körül Willy Foggal
- Bajkeverő majom
- Connie, a boci
- Csoda Kitty (Sugárzását a Cartoon Network vette át)
- A dinoszauruszok királya
- A kis barna mackó kalandjai
- Andersen, a mesemondó
- Anatole, a kisegér
- Babar
- Bogyó és Babóca
- Bohókás professzor
- Dinofroz
- Dixi kutya kalandjai
- Drakers – A Ferrari pilótái
- Henry kerti meséi
- Hogyan működik?
- Irány Dínóföld!
- Jumanji
- Korni és Berni
- Kroko-dili
- Little People – Nagy felfedezések
- Mesék Mátyás királyról
- Papyrus
- Popeye, a tengerész
- Sandokan
- Sárkánykirályság
- Stuart Little, kisegér
- Teo
- Tökfej tesók
- Willy Fog újabb kalandjai
- Zsebkutyusok